# Lloyd Glasspool
Lloyd Glasspool (n. 19 noiembrie 1993, Birmingham, Anglia, Regatul Unit) este un jucător profesionist britanis de tenis specializat la jocul de dublu. Cea mai înaltă poziție în clasamentul ATP la dublu este locul 1 mondial, în august 2025, iar la simplu locul 282 (iulie 2016). În cariera sa, Glasspool a câștigat unsprezece titluri ATP, 16 titluri Futures (unsprezece la dublu și cinci la simplu), iar în 2021 patru turnee ATP Challenger, la dublu.